# Lista de prefeitos de Junqueiro
Esta é a lista de prefeitos do município de Junqueiro, estado brasileiro de Alagoas, apresentando as pessoas que foram empossadas como prefeito para o executivo municipal.
| Nº               | Nome                                                     | Imagem                               | Partido                                          | Início do mandato       | Fim do mandato                           | Observações |
| 1                | Veridiano do Espírito Santo                              |                                      | Partido Republicano Federal PRF                  | 31 de janeiro de 1904   | 31 de dezembro de 1904                   | Intendente nomeado pelo governo do estado. |
| 2                | Félix Mariano Vassalo                                    |                                      | Partido Republicano Democrático PRD              | 1° de janeiro de 1905   | 31 de dezembro de 1906                   | Intendente nomeado pelo governo do estado. |
| 3                | Manoel Augusto de Almeida                                |                                      | Partido Republicano Democrático PRD              | 1° de janeiro de 1906   | 31 de dezembro de 1906                   | Intendente nomeado pelo governo do estado. |
| 4                | Antônio Félix de Jesus                                   |                                      | Partido Republicano Democrático PRD              | 1° de janeiro de 1907   | 31 de janeiro de 1909                    | Intendente nomeado pelo governo do estado. |
| 5                | João Barbosa de Souza                                    |                                      | Aliança Liberal AL                               | 1° de fevereiro de 1909 | 16 de outubro de 1911                    | Intendente nomeado pelo governo do estado. |
| 6                | Manoel Augusto de Almeida                                |                                      | Partido Progressista PP                          | 17 de outubro de 1911   | 4 de maio de 1913                        | Intendente nomeado pelo governo do estado. |
| 7                | Egídio Veridiano Lessa                                   |                                      | Partido Progressista PP                          | 5 de maio de 1913       | 21 de agosto de 1915                     | Intendente nomeado pelo governo do estado. |
| 8                | Leocádio José da Rocha                                   |                                      | Partido Progressista PP                          | 22 de agosto de 1915    | 14 de fevereiro de 1917                  | Intendente nomeado pelo governo do estado. |
| 9                | Pedro Umbelino da Silva Porto                            |                                      | Partido Progressista PP                          | 15 de fevereiro de 1917 | 14 de fevereiro de 1919                  | Intendente nomeado pelo governo do estado. |
| 10               | Leocádio José da Rocha                                   |                                      | Liga Republicana Conservadora LRC                | 15 de fevereiro de 1919 | 14 de fevereiro de 1921                  | Intendente nomeado pelo governo do estado. |
| 11               | Pedro Umbelino da Silva Porto                            |                                      | Partido Democrático Nacional PDN                 | 15 de fevereiro de 1921 | 9 de novembro de 1923                    | Intendente nomeado pelo governo do estado. |
| 12               | Antônio Florentino da Silva                              |                                      | Partido Democrático Nacional PDN                 | 10 de novembro de 1923  | 9 de novembro de 1925                    | Intendente nomeado pelo governo do estado. |
| 13               | João Barbosa de Souza                                    |                                      | Partido Republicano Democrático PRD              | 10 de novembro de 1925  | 3 de dezembro de 1927                    | Intendente nomeado pelo governo do estado. |
| 14               | José Faustino Barbosa                                    |                                      | Partido Democrático Nacional PDN                 | 4 de dezembro de 1927   | 2 de outubro de 1930                     | Intendente nomeado pelo governo do estado. |
| 15               | Manoel Pereira Filho                                     |                                      | Partido Social Democrático PSD                   | 3 de outubro de 1930    | 23 de fevereiro de 1932                  | Pelo decreto nº 1619, de 23-02-1932, o município de Junqueiro foi extinto. Sendo seu território anexado ao município de Limoeiro, como simples distrito.                                                                                      |
| Supressão (1932) |                                                          |                                      |                                                  |                         |                                          | |
| 16               | Antônio Florentino da Silva                              |                                      | Partido Social Democrático PSD                   | 31 de dezembro de 1936  | 30 de dezembro de 1937                   | Restauração - A Constituição Estadual, de 16-09-1935, restaurou o município de Junqueiro figurando com o distrito sede. |
| 17               | Alípio Madeiro                                           |                                      | Partido Republicano Progressista PRP             | 31 de dezembro de 1937  | 31 de março de 1938                      | Pelo decreto-lei estadual nº 2361, de 31-03-1938, é extinto novamente o município de Junqueiro, sendo seu território anexado ao distrito sede do município de Limoeiro.                                                                       |
| Supressão (1938) |                                                          |                                      |                                                  |                         |                                          | |
| 18               | José Argemiro Reis                                       |                                      | Partido Social Democrático PSD                   | 9 de julho de 1947      | 30 de janeiro de 1948                    | Prefeito interino - Elevado novamente à categoria de município com a denominação de Junqueiro por Ato das Disposições Constitucionais deste estado promulgado em 09-07-1947, desmembrado de Limoeiro de Anadia. Constituído do distrito sede. |
| 19               | João Malta Tavares                                       |                                      | União Democrática Nacional UDN                   | 31 de janeiro de 1948   | 30 de janeiro de 1951                    | Prefeito eleito em sufrágio universal. |
| 20               | José Emídio Soares                                       |                                      | União Democrática Nacional UDN                   | 31 de janeiro de 1951   | 30 de janeiro de 1956                    | Prefeito eleito em sufrágio universal. |
| 21               | Teófilo Pereira                                          |                                      | Partido Social Progressista PSP                  | 31 de janeiro de 1956   | 30 de janeiro de 1961                    | Prefeito eleito em sufrágio universal. |
| 22               | José Marcário Barbosa                                    |                                      | União Democrática Nacional UDN                   | 31 de janeiro de 1961   | 30 de janeiro de 1966                    | Prefeito eleito em sufrágio universal. |
| 23               | Pedro Joaquim de Jesus                                   |                                      | Aliança Renovadora Nacional ARENA                | 31 de janeiro de 1966   | 30 de janeiro de 1970                    | Prefeito eleito em sufrágio universal. |
| 24               | João Malta Tavares                                       |                                      | Aliança Renovadora Nacional ARENA                | 31 de janeiro de 1970   | 4 de abril de 1972                       | Prefeito eleito em sufrágio universal. |
| 25               | Hellodoro da Rocha Barros                                |                                      | Aliança Renovadora Nacional ARENA                | 5 de abril de 1972      | 30 de janeiro de 1973                    | Vice-prefeito no cargo de titular. |
| 26               | Abel Augusto de Almeida                                  |                                      | Movimento Democrático Brasileiro MDB             | 31 de janeiro de 1973   | 31 de janeiro de 1977                    | Prefeito eleito em sufrágio universal. |
| 27               | João José Pereira                                        |                                      | Aliança Renovadora Nacional ARENA                | 1° de fevereiro de 1977 | 31 de janeiro de 1983                    | Prefeito eleito em sufrágio universal. |
| 28               | Geraldo Temóteo dos Santos                               |                                      | Partido Democrático Social PDS                   | 1° de fevereiro de 1983 | 31 de dezembro de 1988                   | Prefeito eleito em sufrágio universal. |
| 29               | João José Pereira                                        |                                      | Partido da Frente Liberal PFL                    | 1° de janeiro de 1989   | 31 de dezembro de 1992                   | Prefeito eleito em sufrágio universal. |
| 30               | Geraldo Temóteo dos Santos                               |                                      | Partido da Frente Liberal PFL                    | 1° de janeiro de 1993   | 31 de dezembro de 1996                   | Prefeito eleito em sufrágio universal. |
| 31               | João José Pereira                                        |                                      | Partido da Frente Liberal PFL                    | 1° de janeiro de 1997   | 31 de dezembro de 2000                   | Prefeito eleito em sufrágio universal. |
| 31               | João José Pereira                                        | 1° de janeiro de 2001                | Partido da Frente Liberal PFL                    | 31 de dezembro de 2004  | Prefeito reeleito em sufrágio universal. | |
| 32               | José Raimundo de A. Tavares (Maceió, 16.04.1963–)        |                                      | Partido Socialista Brasileiro PSB                | 1° de janeiro de 2005   | 31 de dezembro de 2008                   | Prefeito eleito em sufrágio universal. |
| 33               | Fernando Soares Pereira (Junqueiro, 30.11.1981–)         |                                      | Democratas DEM                                   | 1° de janeiro de 2009   | 31 de dezembro de 2012                   | Prefeito eleito em sufrágio universal. |
| 33               | Fernando Soares Pereira (Junqueiro, 30.11.1981–)         | 1° de janeiro de 2013                | Democratas DEM                                   | 31 de dezembro de 2016  | Prefeito reeleito em sufrágio universal. | |
| 34               | Carlos Augusto Lima de Almeida (Maceió, 07.03.1966–)     |                                      | Partido do Movimento Democrático Brasileiro PMDB | 1° de janeiro de 2017   | 31 de dezembro de 2020                   | Prefeito eleito em sufrágio universal. |
| 35               | Cícero Leandro Pereira da Silva (Junqueiro, 19.11.1987–) |                                      | Partido Trabalhista Brasileiro PTB               | 1° de janeiro de 2021   | 31 de dezembro de 2024                   | Prefeito eleito em sufrágio universal. |
| 35               | Cícero Leandro Pereira da Silva (Junqueiro, 19.11.1987–) | Movimento Democrático Brasileiro MDB | 1° de janeiro de 2025                            | Atualidade              | Prefeito reeleito em sufrágio universal. | |